# Agapetus serotinus
Agapetus serotinus là một loài Trichoptera trong họ Glossosomatidae. Chúng phân bố ở miền Cổ bắc.